# Cabassous tatouay
Cabassous tatouay, comúnmente conocido como cabasú grande, es una especie de mamífero cingulado de la familia Chlamyphoridae nativo de la región centro-oriental de América del Sur.

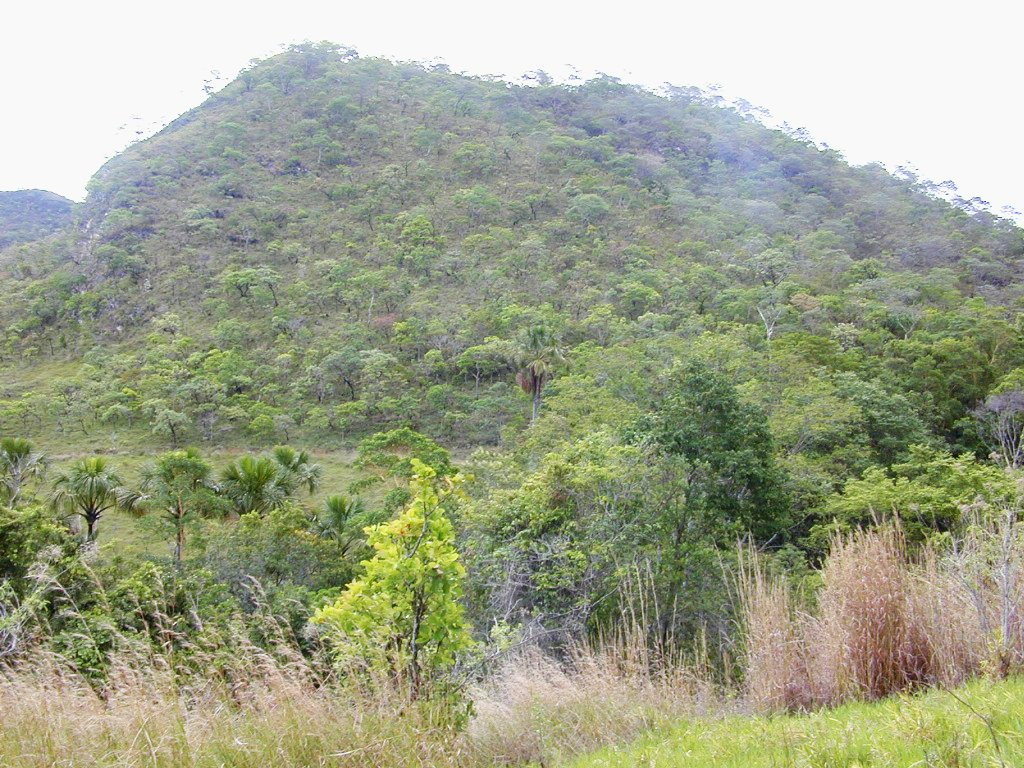
Hábitat de la especie: el Cerrado en Pirenópolis Goiás.

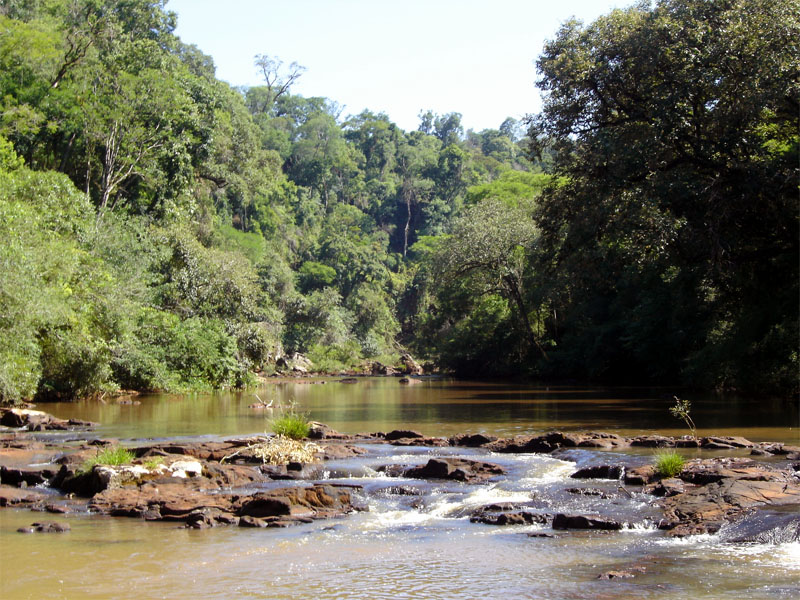
Hábitat de la especie: Distrito fitogeográfico de las Selvas Mixtas de la Provincia fitogeográfica Paranaense.

## Nombres vulgares
Además de cabasú grande, la especie también es llamada: tatú de rabo molle, cabasú de orejas largas, rumole, tatú-piche, cabasú misionero, quirquincho de rabo mole, y tatú aí.

## Distribución
Su área de distribución se extiende en el centro-este de América del Sur.
- En la Argentina se distribuye en la región noreste, en las provincias de Misiones, y noreste de la de Corrientes con capturas en Galarza, Puerto Valle, y Villa Olivari.[4]
- En Brasil habita en el centro y sur.
- En el Paraguay, se lo encuentra en la región oriental.
- En el Uruguay habita en la zona oriental, en los departamentos de: Rivera, Treinta y Tres, Lavalleja, y Cerro Largo.

## Hábitat
Vive en ambientes variados sabanas abiertas, cerrado, bosques húmedos abiertos, y selva paranaense, selva misionera, o mata Atlántica.
Fitogeográficamente, prefiere ambientes variados de la Provincia fitogeográfica Paranaense, específicamente en los distritos de las Selvas Mixtas y de los Campos y Malezales, así como de la Provincia fitogeográfica del Cerrado.

## Descripción
Su apariencia es similar al cabasú chaqueño (Cabassous chacoensis), del cual se lo puede distinguir porque es de mayor tamaño y tiene las orejas más grandes que el chaqueño.
Las bandas móviles de su caparazón generalmente suman en promedio 12, si bien se encuentran ejemplares con 10, 11, y 13.
La cola está ausente de placas al igual que las otras especies del género.
Sus miembros anteriores cuentan con muy grandes y cortantes uñas, adaptadas para excavar.
Como es característico en especies fosoriales, sus siempre entrecerrados ojos son pequeños. Su peso va de 3,4 a 6,4 kg.
El largo de la cabeza más el cuerpo es de 41 a 49 cm; la cola es de un largo de 15 a 20 cm, por lo que el largo total va de 56 cm a 69 cm.

## Comportamiento

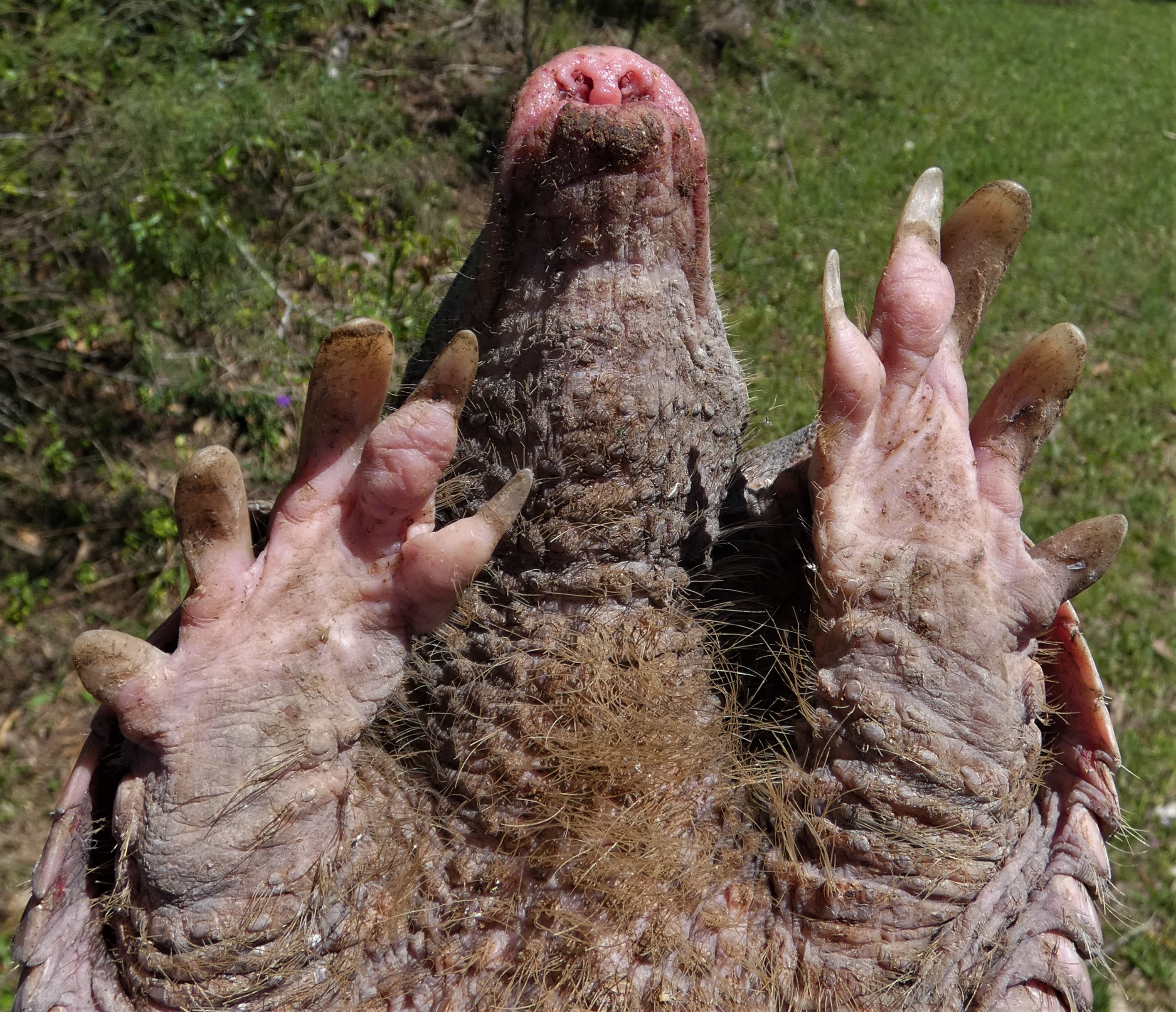
Detalle de patas delanteras de Tatú de Rabo Molle. Museo Nacional de Historia Natural de Uruguay

Al ser de hábitos marcadamente fosoriales, son nocturnos, solitarios, y poco vistos.

## Alimentación
Su dieta incluye gran cantidad de insectos: larvas, escarabajos, hormigas, termitas; posiblemente también lagartijas y otros animales pequeños. Puede también matar gallinas para alimentarse. 
Es un controlador natural de insectos que compiten con el ganado doméstico por las pasturas. Permanece dentro de los enormes tacurúes y hormigueros hasta extinguir cada colonia. De allí sale en las horas nocturnas en busca de otra comunidad de que alimentarse, y solo en esos momentos pueden ser observados en la superficie.

## Reproducción
Si bien todavía no se cuentan con datos concretos, se sospecha que sería apenas una cría la que las hembras parirían, seguramente al interior de cuevas.

## Conservación
Al ser una especie fosorial, podrían en realidad estar siendo sub observada. Internacionalmente está categorizada entre las especies de preocupación menor, al contar con una amplia distribución, lo que redunda en elevadas estimaciones de su tamaño poblacional, además de estar presente en numerosas áreas protegidas. En la Argentina se lo considera como «Vulnerable». En el Uruguay se lo incluye en el Cites III.  Es capturado por poblaciones rurales para servir como fuente de proteínas, al igual que las restantes especies de Dasypodidae. Su carne posee sabor similar a la del cerdo. La destrucción de los hormigueros con venenos químicos, conlleva también la de los ejemplares de esta especie que viven en su interior.
El factor que más lo afecta es el avance de la frontera agropecuaria para efectuar plantaciones, en especial de soja, lo que produjo en el siglo XXI una notable reducción de la superficie original con hábitat apto para esta especie. Si bien posee alguna tolerancia a cierto grado de alteración o modificación de su hábitat, desaparece rápidamente en zonas destinadas a cultivos.